# Copa del Caribe de 2016
La Copa del Caribe Scotiabank 2016 fue la decimonovena y última edición de la Copa del Caribe, el torneo de selecciones masculinas de fútbol de la CFU. Inició el 22 de marzo de 2016 y terminó el 8 de enero de 2017.
Los primeros cuatro lugares clasificaron a la Copa de Oro de la Concacaf 2017, y la selección que ocupe el quinto puesto clasificó a un repechaje contra el quinto en la Copa Centroamericana 2017.

## Participantes
Un total de 25 de 31 equipos miembros de la CFU participaron en este torneo de clasificación. Sint Maarten no participaba desde la Copa del Caribe de 1997.
| - Bahamas - Bonaire - Islas Caimán - Islas Turcas y Caicos | - Montserrat - Santa Lucía - Saint-Martin (se retiró) |

| - Anguila - Antigua y Barbuda - Aruba - Barbados | - Bermudas - Cuba - Curazao - Dominica | - Granada - Guadalupe - Guayana Francesa - Guyana | - Islas Vírgenes Británicas - Islas Vírgenes de los Estados Unidos - Martinica - Puerto Rico | - República Dominicana - San Cristóbal y Nieves - Sint Maarten - Surinam |

| - Haití | - Jamaica | - Trinidad y Tobago |

## Sorteo
25 naciones participaron en el sorteo, que tuvo lugar el 16 de enero de 2016, 21:00 AST (UTC-4), en el Jolly Beach Resort & Spa ubicado en Saint John, Antigua y Barbuda. A 4 equipos se les dio una exención debido a su participación en la Cuarta Ronda de la Clasificación al Mundial de 2018. El sorteo se llevó a cabo por Sonia Bien-Aime, Kirsy Rijo Charles Kullman, Chet Green y Lance Whittaker. La CFU utiliza sus propias clasificaciones para determinar a qué equipos se les daría un pase directo sobre la base de sus actuaciones anteriores de la competencia.
| Ranking | País | 2014 | 2012 | 2010                                                    | 2008                                                    | 2007                                                    | Total                                                   |
| --- | --- | --- | --- | ------------------------------------------------------- | ------------------------------------------------------- | ------------------------------------------------------- | ------------------------------------------------------- |
| 1 | Jamaica | 10 | 3 | 10                                                      | 10                                                      | 1                                                       | 34                                                      |
| 2 | Cuba | 4 | 10 | 6                                                       | 4                                                       | 6                                                       | 30                                                      |
| 3 | Trinidad y Tobago | 8 | 8 | 3                                                       | 3                                                       | 8                                                       | 30                                                      |
| 4 | Haití | 6 | 6 | 2                                                       | 3                                                       | 10                                                      | 27                                                      |
| 5 | Guadalupe | 2 | 2 | 8                                                       | 6                                                       | 4                                                       | 22                                                      |
| 6 | Granada | 1 | 2 | 4                                                       | 8                                                       | 1                                                       | 16                                                      |
| 7 | Martinica | 3 | 4 | 3                                                       | 2                                                       | 3                                                       | 15                                                      |
| 8 | Antigua y Barbuda | 3 | 3 | 3                                                       | 3                                                       | 2                                                       | 14                                                      |
| 9 | Guyana | 1 | 2 | 3                                                       | 2                                                       | 3                                                       | 11                                                      |
| 10 | San Vicente y las Granadinas | 2 | 2 | 2                                                       | 1                                                       | 3                                                       | 10                                                      |
| 11 | Barbados | 2 | 1 | 1                                                       | 3                                                       | 3                                                       | 10                                                      |
| 12 | Surinam | 1 | 2 | 2                                                       | 2                                                       | 2                                                       | 9                                                       |
| 13 | República Dominicana | 2 | 3 | 2                                                       | 0                                                       | 2                                                       | 9                                                       |
| 14 | San Cristóbal y Nieves | 2 | 1 | 2                                                       | 2                                                       | 1                                                       | 8                                                       |
| 15 | Curazao | 3 | 1 | 1                                                       | 2                                                       | 1                                                       | 8                                                       |
| 16 | Dominica | 1 | 1 | 2                                                       | 1                                                       | 1                                                       | 6                                                       |
| 17 | Guayana Francesa | 3 | 3 | 0                                                       | 0                                                       | 0                                                       | 6                                                       |
| 18 | Puerto Rico | 1 | 2 | 2                                                       | 0                                                       | 0                                                       | 5                                                       |
| 19 | Santa Lucía | 2 | 1 | 1                                                       | 0                                                       | 1                                                       | 5                                                       |
| 20 | Anguila | 1 | 1 | 1                                                       | 1                                                       | 1                                                       | 5                                                       |
| 21 | Islas Vírgenes Británicas | 1 | 1 | 1                                                       | 1                                                       | 1                                                       | 5                                                       |
| 22 | Saint-Martin | 0 | 1 | 1                                                       | 1                                                       | 1                                                       | 4                                                       |
| 23 | Bermudas | 0 | 1 | 0                                                       | 1                                                       | 2                                                       | 4                                                       |
| 24 | Islas Caimán | 0 | 0 | 2                                                       | 1                                                       | 1                                                       | 4                                                       |
| 25 | Aruba | 1 | 1 | 0                                                       | 1                                                       | 0                                                       | 3                                                       |
| 26 | Montserrat | 1 | 1 | 1                                                       | 0                                                       | 0                                                       | 3                                                       |
| 27 | Islas Turcas y Caicos | 1 | 0 | 0                                                       | 0                                                       | 1                                                       | 2                                                       |
| 28 | Bahamas | 0 | 0 | 0                                                       | 0                                                       | 2                                                       | 2                                                       |
| 29 | Islas Vírgenes de los Estados Unidos | 1 | 0 | 0                                                       | 0                                                       | 0                                                       | 1                                                       |
| 30 | Bonaire | 1 | 0 | 0                                                       | 0                                                       | 0                                                       | 1                                                       |
| 31 | Sint Maarten | 0 | 0 | 0                                                       | 0                                                       | 0                                                       | 0                                                       |
| Podio | | | |                                                         |                                                         |                                                         |                                                         |
| - Campeón - 10 pts - 2° lugar - 8 pts - 3er lugar - 6 pts - 4° lugar - 4 pts - 5° al 8° lugar - 3 pts - 2.ª Ronda (aparición) - 2 pts - Participación (Sin llegar a las etapas anteriores) - 1 pt | - Campeón - 10 pts - 2° lugar - 8 pts - 3er lugar - 6 pts - 4° lugar - 4 pts - 5° al 8° lugar - 3 pts - 2.ª Ronda (aparición) - 2 pts - Participación (Sin llegar a las etapas anteriores) - 1 pt | - Campeón - 10 pts - 2° lugar - 8 pts - 3er lugar - 6 pts - 4° lugar - 4 pts - 5° al 8° lugar - 3 pts - 2.ª Ronda (aparición) - 2 pts - Participación (Sin llegar a las etapas anteriores) - 1 pt | - Campeón - 10 pts - 2° lugar - 8 pts - 3er lugar - 6 pts - 4° lugar - 4 pts - 5° al 8° lugar - 3 pts - 2.ª Ronda (aparición) - 2 pts - Participación (Sin llegar a las etapas anteriores) - 1 pt | Cupo Reservado 1.ª Fase (cabezas de serie) No participa | Cupo Reservado 1.ª Fase (cabezas de serie) No participa | Cupo Reservado 1.ª Fase (cabezas de serie) No participa | Cupo Reservado 1.ª Fase (cabezas de serie) No participa |

## Calendario
| Rondas                     | Fecha                                   |
| -------------------------- | --------------------------------------- |
| Primera Ronda              | 22 al 29 de marzo de 2016               |
| Segunda Ronda              | 1 al 7 de junio de 2016                 |
| Tercera Ronda              | 8 de octubre al 13 de noviembre de 2016 |
| Play-offs para el 5º lugar | 4 al 8 de enero de 2017                 |

Notas
- - La segunda ronda fue originalmente programada para el 15 al 21 de mayo de 2016, que no está en el calendario de la FIFA.
  - Los Playoffs para el 5° lugar fueron originalmente programados para el 9 al 15 de noviembre de 2016. Sin embargo, tres partidos de la tercera ronda se pospusieron al 9 y 13 de noviembre de 2016 debido al Huracán Matthew, por lo que las nuevas fechas para el quinto lugar playoff se confirmarán.

## Formato
En cada grupo de tres equipos, cada equipo juega un partido de local contra un oponente, y un partido de visita de casa contra otro oponente. Si algún equipo se retira, los dos equipos restantes juegan entre sí, con un partido de ida y un partido de vuelta. 
En caso de que el resultado final del partido sea empate, se juega tiempo extra y si el resultado todavía está empatado después de haber jugado el tiempo extra, se hace una tanda de penaltis que se llevará a cabo para determinar el ganador del partido, se introdujo esta regla para reducir la posibilidad de que el destino de un equipo de decidiera por un sorteo.

## Criterios de desempate
Los equipos se clasifican de acuerdo a los puntos (3 puntos por victoria en la regulación, tiempo extra o penaltis,y 0 puntos por partido perdido). Si están empatados en puntos, se aplican las siguientes órdenes:
- Diferencia de goles;
- Goles marcados;
- goles anotados en el campo;
- Sorteo.

## Primera ronda
– Clasificados para la segunda ronda. 
     – Eliminados de la competición.
     – Se retiró de la competición.

### Grupo 1
| Equipo                 | Pts | PJ | PG | PE | PP | GF | GC | Dif |
| ---------------------- | --- | -- | -- | -- | -- | -- | -- | --- |
| San Cristóbal y Nieves | 6   | 2  | 2  | 0  | 0  | 3  | 0  | +3  |
| Antigua y Barbuda      | 3   | 2  | 1  | 0  | 1  | 2  | 2  | 0   |
| Aruba                  | 0   | 2  | 0  | 0  | 2  | 1  | 4  | -3  |

| 23 de marzo de 2016 | Antigua y Barbuda      | 2:1 (2:1) | Aruba     | Sir Vivían Richards Stadium, North Sound |  |
|                     | Parker 4' · George 23' | Reporte   | Gómez 28' |                                          |  |

| 26 de marzo de 2016 | Aruba | 0:2 (0:2) | San Cristóbal y Nieves       | Estadio Guillermo Próspero Trinidad, Oranjestad |  |
|                     |       | Reporte   | Panayiotou 38' · Sawyers 44' |                                                 |  |

| 29 de marzo de 2016 | San Cristóbal y Nieves | 1:0 (0:0) | Antigua y Barbuda | Warner Park Sporting Complex, Basseterre |  |
|                     | Panayiotou 65'         | Reporte   |                   |                                          |  |

### Grupo 2
| Equipo                         | Pts | PJ | PG | PE | PP | GF | GC | Dif |
| ------------------------------ | --- | -- | -- | -- | -- | -- | -- | --- |
| Granada                        | 6   | 2  | 2  | 0  | 0  | 7  | 1  | +6  |
| Islas Vírgenes Estadounidenses | 3   | 2  | 1  | 0  | 1  | 3  | 3  | 0   |
| Sint Maarten                   | 0   | 2  | 0  | 0  | 2  | 1  | 7  | -6  |

| 22 de marzo de 2016 | Granada                                                                                   | 5:0 (0:0) | Sint Maarten | Grenada Athletic Stadium, Saint George (Granada) |  |
|                     | J. Rennie 52' (pen.) · Charles 54' · Sylveste 56' (a.g.) · John-Brown 67' · S. Rennie 88' | Reporte   |              |                                                  |  |

| 26 de marzo de 2016 | Sint Maarten | 1:2 (0:1) | Islas Vírgenes Estadounidenses | Raoul Illidge Sports Complex, Philipsburg |  |
|                     | Boelijn 89'  | Reporte   | Arenque 24' · Wrensford 70'    |                                           |  |

| 29 de marzo de 2016 | Islas Vírgenes Estadounidenses | 1:2 (1:0) | Granada                       | Cancryn Field, Charlotte Amalie |  |
|                     | Wrensford 68'                  | Reporte   | S. Rennie 15' · Sampson 90+1' |                                 |  |

### Grupo 3
| Equipo           | Pts | PJ | PG | PE | PP | GF | GC | Dif |
| ---------------- | --- | -- | -- | -- | -- | -- | -- | --- |
| Guayana Francesa | 3   | 2  | 1  | 0  | 1  | 4  | 2  | +2  |
| Bermudas         | 3   | 2  | 1  | 0  | 1  | 3  | 3  | 0   |
| Cuba             | 3   | 2  | 1  | 0  | 1  | 2  | 4  | -2  |

| 22 de marzo de 2016 | Cuba                 | 2:1 (1:0) | Bermudas    | Estadio Pedro Marrero, La Habana |  |
|                     | Saez 29' · Gómez 77' | Reporte   | Smith 90+1' |                                  |  |

| 26 de marzo de 2016 | Bermudas             | 2:1 (1:1) | Guayana Francesa | Bermuda National Stadium, Devonshire Parish (Bermudas) |  |
|                     | Ming 42' · Lambe 76' | Reporte   | Evens 36'        |                                                        |  |

| 29 de marzo de 2016 | Guayana Francesa                  | 3:0 (2:0) | Cuba | Stade Municipal Dr. Edmard Lama, Rémire-Montjoly |  |
|                     | Baal 24' · Eric 44' · Contout 63' | Reporte   |      |                                                  |  |

### Grupo 4
| Equipo               | Pts | PJ | PG | PE | PP | GF | GC | Dif |
| -------------------- | --- | -- | -- | -- | -- | -- | -- | --- |
| República Dominicana | 3   | 2  | 1  | 0  | 1  | 3  | 2  | +1  |
| Curazao              | 3   | 2  | 1  | 0  | 1  | 2  | 2  | 0   |
| Barbados             | 3   | 2  | 1  | 0  | 1  | 1  | 2  | -1  |

| 23 de marzo de 2016 | Barbados     | 1:0 (0:0) | Curazao | Usain Bolt Sports Complex, Bridgetown |  |
|                     | Harewood 69' | Reporte   |         |                                       |  |

| 26 de marzo de 2016 | Curazao                          | 2:1 (0:0) | República Dominicana | Stadion Ergilio Hato, Willemstad, Curazao |  |
|                     | Von Ressel 66' · Zschusschen 81' | Reporte   | Rodríguez 77'        |                                           |  |

| 29 de marzo de 2016 | República Dominicana | 2:0 (0:0) | Barbados | Estadio Olímpico Félix Sánchez, Santo Domingo |  |
|                     | Batista 50' 57'      | Reporte   |          |                                               |  |

### Grupo 5
| Equipo      | Pts | PJ | PG | PE | PP | GF | GC | Dif |
| ----------- | --- | -- | -- | -- | -- | -- | -- | --- |
| Guyana      | 6   | 2  | 2  | 0  | 0  | 8  | 0  | +8  |
| Puerto Rico | 3   | 2  | 1  | 0  | 1  | 4  | 1  | +3  |
| Anguila     | 0   | 2  | 0  | 0  | 2  | 0  | 11 | -11 |

| 22 de marzo de 2016 | Guyana                                                                               | 7:0 (5:0) | Anguila | Providence Stadium, Providence, Guyana |  |
|                     | Peters 11' 30' · Nurse 14' · Danns 34' · Richardson 45' · Mills 47' · Barrington 65' | Reporte   |         |                                        |  |

| 26 de marzo de 2016 | Anguila | 0:4 (0:2) | Puerto Rico                           | Raymond E. Guishard Technical Centre, The Valley (Anguila) |  |
|                     |         | Reporte   | Coca 16' 53' · Rivera 42' · Ortiz 62' |                                                            |  |

| 29 de marzo de 2016 | Puerto Rico | 0:1 (0:0) | Guyana     | Estadio Juan Ramón Loubriel, Bayamón |  |
|                     |             | Reporte   | Austin 65' |                                      |  |

### Grupo 6
| Equipo                   | Pts | PJ | PG | PE | PP | GF | GC | Dif |
| ------------------------ | --- | -- | -- | -- | -- | -- | -- | --- |
| Surinam                  | 4   | 2  | 1  | 1  | 0  | 3  | 2  | +1  |
| Guadalupe                | 1   | 2  | 0  | 1  | 1  | 2  | 3  | -1  |
| Saint-Martin (se retiró) | 0   | 0  | 0  | 0  | 0  | 0  | 0  | 0   |

| 23 de marzo de 2016 | Guadalupe                                       | 0:0 (t. s.)(3–2 p.)        | Surinam                                   | Stade René Serge Nabajoth, Les Abymes |  |
|                     |                                                 | Reporte                    |                                           |                                       |  |
|                     |                                                 | Tiros desde el punto penal |                                           |                                       |  |
|                     | - Milon - Beauvue - Alphonse - Laurence - Babel |                            | - Rijssel - Baja - Talea - Eind - Kohinor |                                       |  |

| 29 de marzo de 2016 | Surinam                      | 3:2 (3:2) | Guadalupe               | André-Kamperveen-Stadion, Paramaribo, Surinam |  |
|                     | Rijssel 30' 36' · Kisoor 41' | Reporte   | Beauvue 15' · Nabab 32' |                                               |  |

### Grupo 7
| Equipo                    | Pts | PJ | PG | PE | PP | GF | GC | Dif |
| ------------------------- | --- | -- | -- | -- | -- | -- | -- | --- |
| Martinica                 | 6   | 2  | 2  | 0  | 0  | 7  | 1  | +6  |
| Dominica                  | 3   | 2  | 1  | 0  | 1  | 8  | 4  | +4  |
| Islas Vírgenes Británicas | 0   | 2  | 0  | 0  | 2  | 0  | 10 | -10 |

| 23 de marzo de 2016 | Martinica                               | 3:0 (1:0) | Islas Vírgenes Británicas | Stade Municipal Pierre-Aliker, Fort-de-France |  |
|                     | Parsemain 12' · Arquin 68' · Langil 84' | Reporte   |                           |                                               |  |

| 26 de marzo de 2016 | Islas Vírgenes Británicas | 0:7 (0:4) | Dominica                                                                     | A.O. Shirley Recreation Ground, Road Town |  |
|                     |                           | Reporte   | Dicker 20' (a.g.) · Walters 28' 51' · Bertrand 33' · Wade 44' 55' 85' (pen.) |                                           |  |

| 29 de marzo de 2016 | Dominica            | 1:4 (0:2) | Martinica                                                | Parque Windsor, Roseau |  |
|                     | Bertrand 74' (pen.) | Reporte   | Joseph 11' (a.g.) · Hérelle 23' · Arquin 53' · Abaul 88' |                        |  |

## Segunda ronda
Un total de 15 equipos competirán en la segunda ronda;
- San Vicente y las Granadinas recibió un pase directo a esta ronda;
- Catorce equipos se clasificaron de la primera ronda;

Notas:
- Nueve equipos se clasificarán para la tercera ronda;
- Seis equipos serán eliminados de la competición durante esta ronda.

     – Clasificados para la tercera ronda. 
     – Clasificados para la tercera ronda como los cuatro mejores segundos.
     – Eliminado de la competición.

### Grupo 1
| Equipo            | Pts | PJ | PG | PE | PP | GF | GC | Dif |
| ----------------- | --- | -- | -- | -- | -- | -- | -- | --- |
| Puerto Rico       | 4   | 2  | 1  | 1  | 0  | 5  | 4  | +1  |
| Antigua y Barbuda | 3   | 2  | 1  | 0  | 1  | 6  | 3  | +3  |
| Granada           | 1   | 2  | 0  | 1  | 1  | 4  | 8  | -4  |

| 1 de junio de 2016 | Granada                                              | 3:3 (t. s.)(3–4 p.)        | Puerto Rico                           | Grenada Athletic Stadium, Saint George (Granada) |                             |
|                    | - John-Brown 3' 27' - M. Phillip 38'                 | Reporte                    | - H. Ramos 44' (pen.) 62' - Ortiz 88' | Árbitro(s): Wilson da Costa                      | Árbitro(s): Wilson da Costa |
|                    |                                                      | Tiros desde el punto penal |                                       |                                                  |                             |
|                    | - J. Rennie - George - Andall - A. Phillip - Charles |                            | - H. Ramos - Rivera - Sánchez - Ortiz |                                                  |                             |

| 4 de junio de 2016 | Puerto Rico      | 2:1 (t. s.) | Antigua y Barbuda | Estadio Juan Ramón Loubriel, Bayamón |                           |
|                    | H. Ramos 6' 115' | Reporte     | Blackstock 35'    | Árbitro(s): Sandy Vázquez            | Árbitro(s): Sandy Vázquez |

| 7 de junio de 2016 | Antigua y Barbuda                                                   | 5:1     | Granada     | Sir Vivían Richards Stadium, North Sound |                            |
|                    | - Byers 51' - Jahraldo-Martin 61' 83' - Murtagh 76' - Harriette 77' | Reporte | Charles 73' | Árbitro(s): Rodphin Harris               | Árbitro(s): Rodphin Harris |

### Grupo 2
| Equipo    | Pts | PJ | PG | PE | PP | GF | GC | Dif |
| --------- | --- | -- | -- | -- | -- | -- | -- | --- |
| Martinica | 6   | 2  | 2  | 0  | 0  | 6  | 0  | +6  |
| Guadalupe | 3   | 2  | 1  | 0  | 1  | 2  | 3  | -1  |
| Dominica  | 0   | 2  | 0  | 0  | 2  | 1  | 6  | -5  |

| 1 de junio de 2016 | Martinica                       | 2:0     | Guadalupe | Stade Municipal Pierre-Aliker, Fort-de-France |                           |
|                    | - Jean-Baptiste 67' - Babin 79' | Reporte |           | Árbitro(s): Adrian Skeete                     | Árbitro(s): Adrian Skeete |

| 4 de junio de 2016 | Guadalupe              | 2:1     | Dominica | Stade René Serge Nabajoth, Les Abymes |                                   |
|                    | - Anatol 23' - Dan 64' | Reporte | Wade 41' | Árbitro(s): Michael van der Sande     | Árbitro(s): Michael van der Sande |

| 7 de junio de 2016 | Dominica | 0:4     | Martinica                                        | Parque Windsor, Roseau    |                           |
|                    |          | Reporte | - Audel 6' - Delem 47' - Grougi 58' - Langil 69' | Árbitro(s): Sherwin Moore | Árbitro(s): Sherwin Moore |

### Grupo 3
| Equipo                         | Pts | PJ | PG | PE | PP | GF | GC | Dif |
| ------------------------------ | --- | -- | -- | -- | -- | -- | -- | --- |
| Curazao                        | 6   | 2  | 2  | 0  | 0  | 12 | 2  | +10 |
| Guyana                         | 3   | 2  | 1  | 0  | 1  | 9  | 5  | +4  |
| Islas Vírgenes Estadounidenses | 0   | 2  | 0  | 0  | 2  | 0  | 14 | -14 |

| 1 de junio de 2016 | Guyana                       | 2:5     | Curazao                                       | Stadion Ergilio Hato, Willemstad, Curazao |                             |
|                    | - Holder 18' - Beresford 78' | Reporte | - Zschusschen 7' 61' 89' - Van Kessel 42' 63' | Árbitro(s): Valdin Legister               | Árbitro(s): Valdin Legister |

| 4 de junio de 2016 | Islas Vírgenes Estadounidenses | 0:7     | Guyana                                                            | Cancryn Field, Charlotte Amalie |                              |
|                    |                                | Reporte | - Bobb 23' 74' - Shakes 25' 44' - Millington 30' - Abrams 68' 87' | Árbitro(s): William Anderson    | Árbitro(s): William Anderson |

| 7 de junio de 2016 | Curazao                                                                     | 7:0     | Islas Vírgenes Estadounidenses | Stadion Ergilio Hato, Willemstad, Curazao |                               |
|                    | - Van Kessel 2' 24' 50' - Zschusschen 10' 54' - Bacuna 45' - Nepomuceno 70' | Reporte |                                | Árbitro(s): Veralton Nembhart             | Árbitro(s): Veralton Nembhart |

### Grupo 4
| Equipo               | Pts | PJ | PG | PE | PP | GF | GC | Dif |
| -------------------- | --- | -- | -- | -- | -- | -- | -- | --- |
| República Dominicana | 6   | 2  | 2  | 0  | 0  | 3  | 1  | +2  |
| Guayana Francesa     | 3   | 2  | 1  | 0  | 1  | 4  | 2  | +2  |
| Bermudas             | 0   | 2  | 0  | 0  | 2  | 0  | 4  | -4  |

| 4 de junio de 2016 | Bermudas | 0:1     | República Dominicana | Bermuda National Stadium, Devonshire Parish |                            |
|                    |          | Reporte | Faña 27'             | Árbitro(s): Kevin Morrison                  | Árbitro(s): Kevin Morrison |

| 7 de junio de 2016 | República Dominicana | 2:1     | Guayana Francesa | Estadio Olímpico Félix Sánchez, Santo Domingo |                              |
|                    | Faña 47' 53'         | Reporte | Evens 22'        | Árbitro(s): Michel Rodríguez                  | Árbitro(s): Michel Rodríguez |

| 19 de junio de 2016 | Guayana Francesa                          | 3:0     | Bermudas | Stade Municipal Dr. Edmard Lama, Rémire-Montjoly |                          |
|                     | - Rimane 64' - Abelinti 80' - Contout 82' | Reporte |          | Árbitro(s): Kimbell Ward                         | Árbitro(s): Kimbell Ward |

Guayana Francesa vs. Bermudas se jugó originalmente el 1 de junio de 2016 en el Stade Municipal Dr. Edmard Lama, Remire-Montjoly. El partido fue abandonado a 50 minutos del final debido a que el terreno de juego estaba anegado, y Bermudas lideraba 1-0 en ese momento con un gol de Damon Ming en el minuto 11. El partido se volvió a jugar en su totalidad 18 días después.

### Grupo 5
| Equipo                       | Pts | PJ | PG | PE | PP | GF | GC | Dif |
| ---------------------------- | --- | -- | -- | -- | -- | -- | -- | --- |
| San Cristóbal y Nieves       | 6   | 2  | 2  | 0  | 0  | 2  | 0  | +2  |
| Surinam                      | 3   | 2  | 1  | 0  | 1  | 2  | 2  | 0   |
| San Vicente y las Granadinas | 0   | 2  | 0  | 0  | 2  | 1  | 3  | -2  |

| 1 de junio de 2016 | San Cristóbal y Nieves | 1:0     | Surinam | Warner Park Sporting Complex, Basseterre |                          |
|                    | Panayiotou 30'         | Reporte |         | Árbitro(s): Bryan Willet                 | Árbitro(s): Bryan Willet |

| 4 de junio de 2016 | Surinam                     | 2:1     | San Vicente y las Granadinas | André-Kamperveen-Stadion, Paramaribo, Surinam |                         |
|                    | - Kisoor 85' - Valies 90+4' | Reporte | Samuel 71'                   | Árbitro(s): Karl Tyrell                       | Árbitro(s): Karl Tyrell |

| 7 de junio de 2016 | San Vicente y las Granadinas | 0:1     | San Cristóbal y Nieves | Arnos Vale Ground, Kingstown |                              |
|                    |                              | Reporte | Blanchette 6'          | Árbitro(s): Walner Laventure | Árbitro(s): Walner Laventure |

### Mejores Segundos
| Equipo            | Pts | PJ | PG | PE | PP | GF | GC | DG |
| ----------------- | --- | -- | -- | -- | -- | -- | -- | -- |
| Guyana            | 3   | 2  | 1  | 0  | 1  | 9  | 5  | +4 |
| Antigua y Barbuda | 3   | 2  | 1  | 0  | 1  | 6  | 3  | +3 |
| Guayana Francesa  | 3   | 2  | 1  | 0  | 1  | 4  | 2  | +2 |
| Surinam           | 3   | 2  | 1  | 0  | 1  | 2  | 2  | 0  |
| Guadalupe         | 3   | 2  | 1  | 0  | 1  | 2  | 3  | -1 |

## Tercera ronda
Constituida por los campeones y subcampeones de grupo de la ronda anterior, junto al campeón de la Copa del Caribe 2014,  Jamaica. los primeros de cada grupo se clasifican directamente para la Copa de Oro 2017 y los tres mejores segundos irán a una ronda final para determinar el ganador que jugará un repechaje con el 5° clasificado de la Copa Centroamericana.
Un total de 12 equipos competirán en la tercera ronda;
- Haití,  Jamaica y  Trinidad y Tobago recibieron un pase directo a esta ronda;
- Nueve equipos se clasificaron de la Segunda Ronda

Notas:
- Cuatro equipos se clasificarán para la fase final;
- Tres equipos se clasificarán para el quinto puesto de playoffs;
- Cinco equipos serán eliminados de la competición durante esta ronda.

     – Clasificados para la Copa del Caribe de 2017 y la Copa Oro de la Concacaf 2017. 
     – Clasificados para el 5° Puesto como los tres mejores segundos.
     – Eliminado de la competición.

### Grupo 1
| Equipo  | Pts | PJ | PG | PE | PP | GF | GC | Dif |
| ------- | --- | -- | -- | -- | -- | -- | -- | --- |
| Jamaica | 6   | 2  | 2  | 0  | 0  | 5  | 2  | +3  |
| Surinam | 3   | 2  | 1  | 0  | 1  | 3  | 3  | 0   |
| Guyana  | 0   | 2  | 0  | 0  | 2  | 4  | 7  | -3  |

| 8 de octubre de 2016 | Surinam                                  | 3:2 (t. s.) | Guyana                             | André-Kamperveen-Stadion, Paramaribo |  |
|                      | Kisoor 58' · Talea 103' · Rozenblad 110' | Reporte     | Barrington 4' · McKenzie-Lyle 120' |                                      |  |

| 11 de octubre de 2016 | Guyana         | 2:4 (t. s.) | Jamaica                                               | Leonora Stadium, Leonora |  |
|                       | Butters 7' 30' | Reporte     | Watson 63' · Williams 88' · Francis 116' · Burke 120' |                          |  |

| 13 de noviembre de 2016 | Jamaica   | 1:0     | Surinam | Anthony Spaulding Sports Complex, Kingston |  |
|                         | Burke 16' | Reporte |         |                                            |  |

### Grupo 2
| Equipo                 | Pts | PJ | PG | PE | PP | GF | GC | Dif |
| ---------------------- | --- | -- | -- | -- | -- | -- | -- | --- |
| Guayana Francesa       | 6   | 2  | 2  | 0  | 0  | 6  | 2  | +4  |
| Haití                  | 3   | 2  | 1  | 0  | 1  | 4  | 5  | -1  |
| San Cristóbal y Nieves | 0   | 2  | 0  | 0  | 2  | 0  | 3  | -3  |

| 8 de octubre de 2016 | Guayana Francesa | 1:0     | San Cristóbal y Nieves | Stade Municipal Dr. Edmard Lama, Remire-Montjoly |  |
|                      | Abelinti 63'     | Reporte |                        |                                                  |  |

| 9 de noviembre de 2016 | Haití                           | 2:5     | Guayana Francesa                                       | Stade Sylvio Cator, Puerto Príncipe |  |
|                        | M. Jérôme 4' (pen.) · Nazon 27' | Reporte | Privat 38' 58' 64' (pen.) · Evens 67' · Lu. Baal 90+1' |                                     |  |

| 13 de noviembre de 2016 | San Cristóbal y Nieves | 0:2 (t. s.) | Haití                      | Warner Park Sporting Complex, Basseterre |  |
|                         |                        | Reporte     | Guerrier 102' · Nazon 119' |                                          |  |

### Grupo 3
| Equipo            | Pts | PJ | PG | PE | PP | GF | GC | Dif |
| ----------------- | --- | -- | -- | -- | -- | -- | -- | --- |
| Curazao           | 6   | 2  | 2  | 0  | 0  | 7  | 2  | +5  |
| Antigua y Barbuda | 3   | 2  | 1  | 0  | 1  | 2  | 3  | -1  |
| Puerto Rico       | 0   | 2  | 0  | 0  | 2  | 2  | 6  | -4  |

| 5 de octubre de 2016 | Curazao                                 | 3:0     | Antigua y Barbuda | Ergilio Hato Stadium, Willemstad |  |
|                      | Bacuna 12' · Janga 80' · Van Kessel 90' | Reporte |                   |                                  |  |

| 8 de octubre de 2016 | Antigua y Barbuda     | 2:0     | Puerto Rico | Antigua Recreation Ground, Saint John |  |
|                      | Byers 43' · Smith 86' | Reporte |             |                                       |  |

| 11 de octubre de 2016 | Puerto Rico                     | 2:4 (t. s.) | Curazao                                         | Juan Ramón Loubriel Stadium, Bayamón |  |
|                       | Héctor Ramos 16' · M. Ramos 27' | Reporte     | Janga 69' · Bacuna 85' 120+1' · Zschusschen 97' |                                      |  |

### Grupo 4
| Equipo               | Pts | PJ | PG | PE | PP | GF | GC | Dif |
| -------------------- | --- | -- | -- | -- | -- | -- | -- | --- |
| Martinica            | 6   | 2  | 2  | 0  | 0  | 4  | 1  | +3  |
| Trinidad y Tobago    | 3   | 2  | 1  | 0  | 1  | 4  | 2  | +2  |
| República Dominicana | 0   | 2  | 0  | 0  | 2  | 1  | 6  | -5  |

| 5 de octubre de 2016 | Trinidad y Tobago             | 4:0     | República Dominicana | Ato Boldon Stadium, Couva |  |
|                      | Molino 14' 18' 55' · Cato 30' | Reporte |                      |                           |  |

| 8 de octubre de 2016 | República Dominicana | 1:2     | Martinica                | Panamericano, San Cristóbal |  |
|                      | Beard 75'            | Reporte | Langil 14' · Coureur 89' |                             |  |

| 11 de octubre de 2016 | Martinica                    | 2:0 (t. s.) | Trinidad y Tobago | Stade Pierre-Aliker, Fort-de-France |  |
|                       | Parsemain 105' · Langil 120' | Reporte     |                   |                                     |  |

### Equipos Clasificados para el 5° Puesto
Los primeros 3 mejores equipos de los 4 grupos se clasificarán para definir el 5° Puesto.

#### Mejores Segundos
| Grupo | Equipo            | Pts | PJ | PG | PE | PP | GF | GC | DG |
| ----- | ----------------- | --- | -- | -- | -- | -- | -- | -- | -- |
| 4     | Trinidad y Tobago | 3   | 2  | 1  | 0  | 1  | 4  | 2  | +2 |
| 1     | Surinam           | 3   | 2  | 1  | 0  | 1  | 3  | 3  | 0  |
| 3     | Haití             | 3   | 2  | 1  | 0  | 1  | 4  | 5  | -1 |
| 2     | Antigua y Barbuda | 3   | 2  | 1  | 0  | 1  | 2  | 3  | -1 |

Hay confusión en cuanto a si los goles y los goles anotados en el tiempo extra cuentan cuando se comparan los equipos entre los diferentes grupos según lo establecido por los reglamentos de CFU. Según CONCACAF,  Trinidad y Tobago,  Surinam y  Haití avanzaron a la quinta postemporada.

### Play-Offs para el 5° Puesto
Un total de 3 equipos participarán en los play-offs para el 5° puesto;
- Ningún equipo se reservó un cupo en esta ronda
- Tres equipos se clasificaron de la anterior ronda

Notas
- Un equipo se clasificará para los play-off CFU/UNCAF a la Copa Oro de la Concacaf 2017
- En esta ronda  Trinidad y Tobago será anfitrión.

     – Clasificado para los Play-Offs.
     – Eliminados de la competición.
| Equipo            | Pts | PJ | PG | PE | PP | GF | GC | Dif |
| ----------------- | --- | -- | -- | -- | -- | -- | -- | --- |
| Haití             | 6   | 2  | 2  | 0  | 0  | 8  | 5  | 3   |
| Surinam           | 3   | 2  | 1  | 0  | 1  | 4  | 5  | -1  |
| Trinidad y Tobago | 0   | 2  | 0  | 0  | 2  | 4  | 6  | -2  |

| 4 de enero de 2017 | Trinidad y Tobago | 1:2 (t. s.) | Surinam                     | Ato Boldon Stadium, Couva |  |
|                    | Charles 82'       | Reporte     | Kwasie 76' · Rozenblad 110' |                           |  |

| 6 de enero de 2017 | Surinam                 | 2:4     | Haití                                                            | Ato Boldon Stadium, Couva |  |
|                    | Apai 87' · Eduard 90+1' | Reporte | Hérold 25' · Jean-Baptiste 42' · Désiré 48' · Faerber 80' (a.g.) |                           |  |

| 8 de enero de 2017 | Haití                                               | 4:3 (t. s.) | Trinidad y Tobago      | Ato Boldon Stadium, Couva |  |
|                    | Etienne 20' · Belfort 39' 111' · Jean-Baptiste 117' | Reporte     | Winchester 1' 25' 113' |                           |  |

### Repesca a laCopa de Oro 2017
La selección de Haití se enfrentará al quinto lugar de la Copa Centroamericana 2017, la selección de Nicaragua, para definir el último clasificado a la Copa de Oro 2017.
| 24 de marzo de 2017, 19:00 | Haití                               | 3:1 (2:0) | Nicaragua     | Stade Sylvio Cator, Puerto Príncipe |                          |
|                            | Louis 21' · Belfort 39' · Louis 55' | Reporte   | Chavarría 86' | Árbitro(s): Drew Fischer            | Árbitro(s): Drew Fischer |

| 28 de marzo de 2017, 19:00 | Nicaragua                    | 3:0 (0:0) | Haití | Estadio Nacional, Managua |                         |
|                            | Barrera 85' (pen.) 87' 90+1' | Reporte   |       | Árbitro(s): Jorge Rojas   | Árbitro(s): Jorge Rojas |

## Clasificados a laCopa de Oro de la Concacaf 2017
| Jamaica                  | Guayana Francesa         | Curazao                  | Martinica                |
| Clasificado directamente | Clasificado directamente | Clasificado directamente | Clasificado directamente |